# Archistar
(Giorgio Muratori)
Con il neologismo archistar ci si riferisce, in epoca contemporanea, ad un architetto molto famoso che, come i personaggi dello show business, è al centro dell'attenzione pubblica per i propri progetti caratterizzati da una certa spettacolarità ma anche per gli aspetti più mondani della sua attività, e il cui nome diventa spesso un vero e proprio marchio.

## Terminologia
Il termine, ormai di uso comune soprattutto nei mass-media, è stato introdotto nel Grande Dizionario Italiano dell'uso di Tullio De Mauro e nella pubblicazione Neologismi. Il Vocabolario Treccani di Giovanni Adamo e Valeria Della Valle.
Spesso si dà al termine un'accezione negativa, a sottolineare la forte tendenza di certi architetti contemporanei a lavorare più sull'immagine e la comunicazione che sul progetto architettonico.
Tra gli architetti abitualmente indicati come archistar vi sono, tra gli altri Rem Koolhaas, Zaha Hadid, Coop Himmelb(l)au, Frank Gehry, Jean Nouvel, Santiago Calatrava, Steven Holl, Daniel Libeskind, Norman Foster.
In Italia, il fenomeno delle archistar rimane poco conosciuto, non essendo gli architetti di fama internazionale presenti nei media come lo sono in altri Paesi. Il fenomeno delle archistar è tipico di una società che ha fatto dello spettacolo uno dei centri culturali e mezzi di produzione. Come le archistar infatti, esistono diverse super star in ogni categoria professionale creativa e non: si pensi agli chef, agli stilisti o ad alcuni artisti. Per questo motivi alcuni critici hanno cominciato a rivedere l'accezione del termine dandone un valore neutro in quanto questi architetti sono quelli che promuovono il lavoro dell'architetto e alcune ricerche tecnologiche e formali avanzate al pubblico di massa usando i mass-media.